# 勿闖黑夜
《勿闖黑夜》（英語：Home Before Dark）是一部美國懸疑劇情類網絡劇集，由達娜·福克斯和達拉·瑞絲尼克開創，改編自女童記者希爾德·莉西雅克採訪的真實兇殺案。劇集於2020年4月3日在蘋果公司的線上串流媒體平台Apple TV+首播。

## 概要
一名女童從布魯克林移居至一個湖邊小鎮，調查鎮上的一件懸案。

## 演員與角色
- 布魯克琳·普林斯 飾演 希爾德·莉西雅克（英语：Hilde Lysiak）

- 吉姆·史特格斯 飾演 馬修·利斯科（Matthew Lisko）

- 艾比·米勒（英语：Abby Miller） 飾演 布麗姬·詹森（Bridget Jensen）

- 路易·赫特哈姆（英语：Louis Herthum） 飾演 老弗蘭克·布里格斯（Frank Briggs Sr.）

- 麥可·威斯頓（英语：Michael Weston） 飾演 小弗蘭克·布里格斯（Frank Briggs Jr.）

- 凱莉·羅傑斯（英语：Kylie Rogers） 飾演 伊茲·里斯科（Izzy Lisko）

- 阿齊扎·斯科特（Aziza Scott） 飾演 「崔普」麥肯齊·強森（Mackenzie "Trip" Johnson）

- 阿德里安·霍夫（Adrian Hough） 飾演 傑克·法夫（Jack Fife）

- 基弗·奧賴利（Kiefer O'Reilly） 飾演 里奇·法夫（Richie Fife）

- 喬莉·卡特（英语：Joelle Carter） 飾演 金·柯林斯（Kim Collins）

- 吉布瑞爾·南譚布（Jibrail Nantambu） 飾演 唐尼（Donny）

- 戴瑞克·麥卡（英语：Deric McCabe） 飾演 斯庞（Spoon）

## 集數
| 季數 | 集数 | 集数 | 上線日期      | 上線日期      |
| 季數 | 集数 | 集数 | 首映          | 季终          |
| ---- | ---- | ---- | ------------- | ------------- |
| 1    | 10   | 10   | 2020年4月3日  | 2020年4月3日  |
| 2    | 10   | 10   | 2021年6月11日 | 2021年8月13日 |

### 第一季（2020年）
| 總集數 | 集數 | 標題 | 譯名               | 導演              | 編劇                       | 上線日期     |
| ------ | ---- | ---- | ------------------ | ----------------- | -------------------------- | ------------ |
| 1      | 1    |      | 魔幻時光           | 朱浩偉            | 達娜·福克斯＆達拉·瑞絲尼克 | 2020年4月3日 |
| 2      | 2    |      | 從此再也不同       | 朱浩偉            | 蓋瑞特·勒納                | 2020年4月3日 |
| 3      | 3    |      | 像蜜蜂一樣螫       | 羅斯瑪麗·羅德里奎 | 安·切爾基斯                | 2020年4月3日 |
| 4      | 4    |      | 鳥人               | 羅斯瑪麗·羅德里奎 | 秦卡拉                     | 2020年4月3日 |
| 5      | 5    |      | 綠色腳踏車         | 凱特·坎德勒       | 喬·霍圖亞                  | 2020年4月3日 |
| 6      | 6    |      | 時速142公里        | 凱特·坎德勒       | 盧卡斯·奧康納              | 2020年4月3日 |
| 7      | 7    |      | 搜索隊             | 吉姆·馬凱         | 森比·L·班克斯              | 2020年4月3日 |
| 8      | 8    |      | 未來掌握在女性手中 | 吉姆·馬凱         | 希拉蕊·庫寧                | 2020年4月3日 |
| 9      | 9    |      | 屠殺怪獸的超級英雄 | 凱特·伍茲         | 達娜·福克斯＆達娜·福克斯   | 2020年4月3日 |
| 10     | 10   |      | 比所有人都重要     | 羅斯瑪麗·羅德里奎 | 羅素·富蘭德                | 2020年4月3日 |

### 第二季（2021年）
| 總集數 | 集數 | 標題 | 譯名         | 導演          | 編劇                                    | 上線日期      |
| ------ | ---- | ---- | ------------ | ------------- | --------------------------------------- | ------------- |
| 11     | 1    |      | 不放棄       | 凱特·坎德勒   | 達娜·福克斯＆達拉·瑞絲尼克              | 2021年6月11日 |
| 12     | 2    |      | 我相信你     | 霍華德·德芝   | 羅素·富蘭德＆希拉蕊·庫寧                | 2021年6月18日 |
| 13     | 3    |      | 對抗窠臼     | 大衛·卡岑伯格 | 蓋瑞特·勒納＆克洛伊·杜爾金              | 2021年6月25日 |
| 14     | 4    |      | 暗房         | 待定          | 克里斯汀·魯姆＆羅素·富蘭德＆蓋瑞特·勒納 | 2021年7月2日  |
| 15     | 5    |      | 黑盒子       | 待定          | 羅素·富蘭德＆克里斯特·德魯              | 2021年7月9日  |
| 16     | 6    |      | 那裏有什麼   | 待定          | 莫莉·努斯鮑姆                           | 2021年7月16日 |
| 17     | 7    |      | 只是一隻鳥   | 待定          | 喬·霍圖亞                               | 2021年7月23日 |
| 18     | 8    |      | 壞人         | 待定          | 莫莉·努斯鮑姆＆亞當·斯塔克斯            | 2021年7月30日 |
| 19     | 9    |      | 最重要的人生 | 待定          | 喬·霍圖亞                               | 2021年8月6日  |
| 20     | 10   |      | 罪證確鑿     | 待定          | 待定                                    | 2021年8月13日 |

## 製作

### 開發
2016年8月25日，派拉蒙電視和Anonymous Content獲得了希爾德·莉西雅克的根據自身經歷創作的系列書籍《希爾德探案》（Hilde Cracks the Case）影視改編權，喬伊·戈曼·韋特爾斯（Joy Gorman Wettels）和莎琳·馬丁（Sharlene Martin）擔當執行製片人。2018年6月13日，蘋果公司宣佈預訂第一季，共十集。劇集由由達娜·福克斯和達拉·瑞絲尼克擔當主創，並與喬伊·戈曼·韋特爾斯、莎琳·馬丁和朱浩偉擔當執行製片人。

### 選角
2018年8月17日，布魯克琳·普林斯確認領銜出演女主角希爾德·莉西雅克。10月23日，吉姆·史特格斯確認出演主要角色。11月，艾比·米勒、路易·赫特哈姆、麥可·威斯頓、凱莉·羅傑斯、阿齊扎·斯科特（Aziza Scott）、阿德里安·霍夫（Adrian Hough）、基弗·奧賴利（Kiefer O'Reilly）、喬莉·卡特、吉布瑞爾·南譚布（Jibrail Nantambu）和戴瑞克·麥卡加入劇組，出演常設角色。

### 拍攝
2018年11月12日至2019年4月15日，劇集在加拿大溫哥華完成主體拍攝。

## 音樂
內森·拉尼爾（Nathan Lanier）為劇集作曲，第一季的音樂原聲帶數位版於2020年4月3日在iTunes上發行。
| 曲序     | 曲目     | 时长  |
| -------- | -------- | ----- |
| 1.       |          | 0:29  |
| 2.       |          | 2:44  |
| 3.       |          | 1:38  |
| 4.       |          | 1:33  |
| 5.       |          | 2:37  |
| 6.       |          | 3:20  |
| 7.       |          | 3:48  |
| 8.       |          | 3:19  |
| 9.       |          | 2:12  |
| 10.      |          | 1:29  |
| 11.      |          | 2:50  |
| 12.      |          | 4:20  |
| 13.      |          | 4:02  |
| 14.      |          | 2:52  |
| 15.      |          | 3:07  |
| 16.      |          | 3:26  |
| 17.      |          | 1:52  |
| 18.      |          | 2:49  |
| 19.      |          | 1:16  |
| 20.      |          | 1:42  |
| 21.      |          | 2:24  |
| 22.      |          | 3:29  |
| 23.      |          | 1:35  |
| 24.      |          | 1:21  |
| 25.      |          | 5:03  |
| 总时长： | 总时长： | 65:17 |

## 宣傳與發行
2020年1月19日，蘋果宣佈劇集將於2020年4月3日首播。第二季於2021年6月11日首播。

## 資料來源
1. 1 2  Andreeva, Nellie. . Deadline Hollywood. 2018-06-13  [2018-06-23]. （原始内容存档于2018-06-13） （美国英语）.
2. 1 2  . The Futon Critic.   [2020-02-29]. （原始内容存档于2020-11-16） （美国英语）.
3. 1 2  . Writers Guild of America West.   [2020-02-29]. （原始内容存档于2020-11-16） （美国英语）.
4. ↑  Petski, Denise. . Deadline Hollywood. 2016-08-25  [2018-06-23]. （原始内容存档于2020-11-16） （美国英语）.
5. ↑  Otterson, Joe. . Variety. 2018-06-13  [2018-06-23]. （原始内容存档于2020-11-16） （美国英语）.
6. ↑  Sandberg, Bryn Elise. . The Hollywood Reporter. 2018-06-13  [2018-06-23]. （原始内容存档于2020-11-16） （美国英语）.
7. ↑  Andreeva, Nellie. . Deadline Hollywood. 2018-08-17  [2018-08-17]. （原始内容存档于2020-11-16） （美国英语）.
8. ↑  Andreeva, Nellie. . Deadline Hollywood. 2018-10-23  [2018-10-24]. （原始内容存档于2020-11-16） （美国英语）.
9. ↑  Andreeva, Nellie. . Deadline Hollywood. 2018-11-07  [2018-11-08]. （原始内容存档于2020-11-16） （美国英语）.
10. ↑  Petski, Denise. . Deadline Hollywood. 2018-11-14  [2018-11-14]. （原始内容存档于2020-11-16） （美国英语）.
11. ↑  Takeuchi, Craig. . Inside Vancouver. 2018-11-13  [2018-12-02]. （原始内容存档于2020-11-16） （美国英语）.
12. ↑  .   [2020-08-27]. （原始内容存档于2020-10-22） （美国英语）.
13. ↑  Mayo, Benjamin. . 9to5 Mac. 2020-01-19  [2020-01-19]. （原始内容存档于2020-03-18） （美国英语）.
14. ↑  Del Rosario, Alexandra. . Deadline Hollywood. 2021-03-26  [2021-03-26]. （原始内容存档于2021-06-12） （美国英语）.

## 外部連結
- 互联网电影数据库（IMDb）上《勿闖黑夜》的资料（英文）